# Omino coi baffi

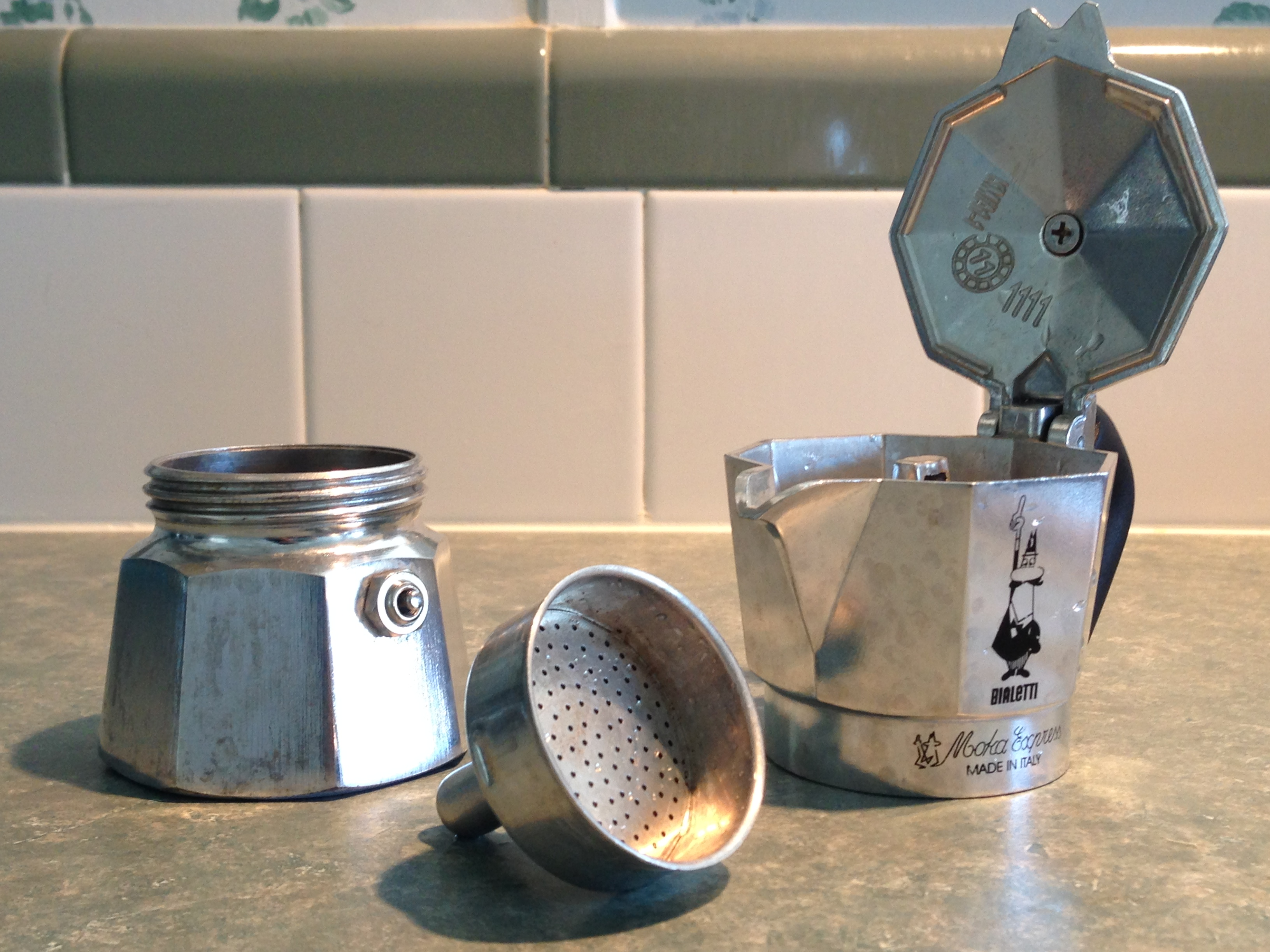
L' Omino coi baffi su una Bialetti moka express

Omino coi baffi è un personaggio immaginario ideato da Paul Campani nel 1953 come testimonial per una serie di spot pubblicitari trasmessi negli anni cinquanta e sessanta durante la trasmissione Carosello e divenuto una delle icone della pubblicità televisiva.
Il personaggio venne ideato da Paul Campani ispirandosi a Renato Bialetti, figlio di Alfonso Bialetti, inventore di una tipologia di caffettiera; dopo essere subentrato al padre nella gestione dell'azienda, Renato Bialetti decise di investire in pubblicità per aumentare le vendite. La campagna risultò efficace passando da una produzione di mille pezzi all'anno a circa 4 milioni arrivando a venderne dagli anni cinquanta oltre 300 milioni. Lo spot pubblicitario di cui era protagonista venne trasmesso dalla televisione di stato italiana durante la trasmissione Carosello e il messaggio pubblicitario che ripeteva, «Eh sì sì sì... sembra facile (fare un buon caffè)!», divenne un tormentone del periodo. Una nuova serie di pubblicità col personaggio venne prodotta e trasmessa in televisione e su internet nel 2019.